# Triplophysa papillosolabiata
Triplophysa papillosolabiata és una espècie de peix de la família dels balitòrids i de l'ordre dels cipriniformes.
És un peix d'aigua dolça, demersal i de clima temperat, el qual viu a la Xina. És inofensiu per als humans.